# Akemi Okamura
Akemi Okamura (岡村明美?, Okamura Akemi; Tokyo, 12 marzo 1969) è una doppiatrice giapponese che lavora per la Mausu Promotion. Ha fatto il suo debutto nel 1992 nel ruolo di Fio Piccolo in Porco Rosso.

## Filmografia

### Anime
- Aa! Megami-sama! Chicchaitte koto wa benri da ne (Belldandy, episodi 1-13, Kaoru-chan, episodio 14)
- Abenobashi (Sayaka)
- Aka-chan to Boku (Mrs. Mayumi)
- CLAMP Detective (Nokoru Imonoyama)
- D.Gray-man (Claudia)
- Pretty Cure Splash☆Star (Kaoru Kiryū, Fupu)
- Il giocattolo dei bambini (Natsumi Hayama)
- Great Teacher Onizuka (Anko Uehara)
- Kazemakase Tsukikage Ran: Meow
- Jigoku Shōjo (Fujie Minato)
- Kōtetsu Tenshi Kurumi (Kaori)
- Legendz (Shuzo Matsutani)
- Lovely Complex (Risa Koizumi)
- Mushishi (Kaji)
- Mahō shōjo neko Taruto (Anzuko Domyoji)
- Guru Guru - Il girotondo della magia (Treeka)
- Ashita no Nadja (Zabi)
- Noein (Nogi Asuka)
- Ima, soko ni iru boku (Shuzo Matsutani)
- HappinessCharge Pretty Cure! (Hosshiwa)
- One Piece (Nami, Sue, Gonbe, Aphelandra), Ann (ep. 907)
- Pokémon (Lilian, Saturn)
- Saiunkoku Monogatari (Ryuuki da giovane)
- Sakura Wars (Kasumi Fujii)
- Shakugan no Shana (Mathilde Saint-Omer)
- Spicchi di cielo tra baffi di fumo (Bianca)
- Tamagotchi! (Makiko)
- Telepathy Shōjo Ran Jiken Note (Reina Isozaki)
- X-Men (madre di Hisako)
- Zatch Bell! (Mamiko Takahashi, Kid)

### Film
- Film di One Piece (Nami)
- Porco Rosso (Fio Piccolo)
- Sakura Wars - Il film (Kasumi Fujii)
- Pretty Cure Splash☆Star - Le leggendarie guerriere (Fupu)
- Eiga Pretty Cure All Stars DX - Minna tomodachi Kiseki no zenin daishūgō! (Fupu)
- Eiga Pretty Cure All Stars DX 2 - Kibō no hikari Rainbow Jewel wo mamore! (Fupu; Kaoru Kiryū)
- Eiga Pretty Cure All Stars DX 3 - Mirai ni todoke! Sekai wo tsunagu Niji-iro no hana (Fupu)

### OAV
- Agent Aika (Mina)
- Mezzo Forte (Momomi Momoi)
- OAV di Sakura Wars (Kasumi Fujii)
- Tales of Symphonia (Sheena Fujibayashi)

### Videogiochi
- Another Code: Recollection (Jessica Robins)
- Baten Kaitos Origins (Lolo)
- Battle Stadium D.O.N (Nami)
- Cowboy Bebop - Tsuioku no serenade (Bianca)
- Etrian Odyssey V: Beyond the Myth (Mirina)
- Fire Emblem: Awakening (Henry)
- Fire Emblem: Fates (Emmeryn)
- Fire Emblem Heroes (Brigid, Eyvel, Henry, Emmeryn, Cornelia Arnim)
- Fire Emblem: Three Houses (Cornelia Arnim)
- Fire Emblem Warriors: Three Hopes (Cornelia Arnim)
- FIST (Masumi)
- Fullmetal Alchemist 2: Curse of the Crimson Elixir (Elma)
- Galaxy Angel (Shiva)
- Galaxy Angel II (Shiva)
- Granblue Fantasy (Donna, Nami)
- Gunparade March (Mai Shibamura)
- Legendz Gekitou Saga Battle (Shuzo Matsutani)
- Magna Carta: Tears of Blood (Lehas)
- Videogiochi di One Piece (Nami)
- Onimusha: Warlords (Yuki)
- Panzer Dragoon Saga (Shella)
- Videogiochi di Sakura Wars (Kasumi Fujii)
- Sengoku Musou 2 (Nene)
- Tales of Symphonia (Sheena Fujibayashi)
- Tales of Symphonia: Dawn of the New World (Sheena Fujibayashi)
- Tales of the Rays (Sheena Fujibayashi)
- The Legend of Dragoon (Shana)
- Ys I & II (Reah)

### Ruoli doppiati
- American Gothic (Merlyn)
- La strada per Avonlea (Felicity King)
- Il libro di Pooh (Kessie)
- Insuperabili X-Men (Spirale)